# Gladius

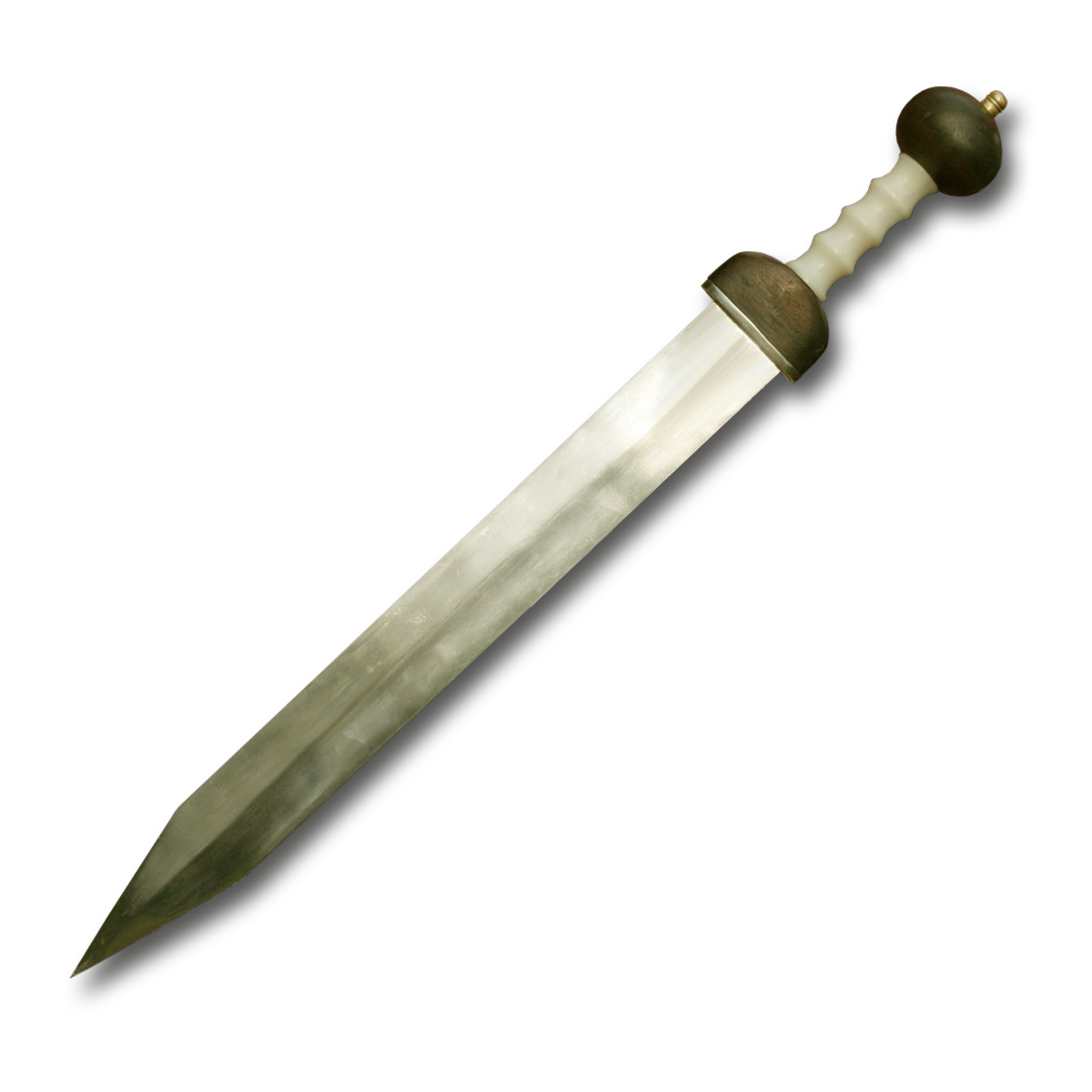
Modern gladius-replik.

Gladius var ett romerskt tveeggat kortsvärd med rak bred klinga och enkelbrepp som användes under senare förromersk järnålder (ca 220 f.Kr.–Kr.f.) och en tid efter Kristi födelse. Det utgjorde tillsammans med kastspjutet pilum standardvapen för romarrikets legionärer.

## Terminologi och etymologi
Gladius tros ursprungligen vara ett romerskt lånord från de keltiska språken och betydde egentligen bara ”svärd” på latin. Ordet gladiator är avlett från gladius och betyder enkelt ”svärdsman”. Beroende på när och var svärdet tillverkats tycks det ha haft olika längd och vidd. Det finns alltså ingen exakt standardisering. Termen gladius kan därav även beskriva standarddolken pugio med mera. Termen omnämns i Bibeln, Matteusevangeliet 10:34.
Det finns olika syn på varför svärdet kallas gladius. En teori är att begreppet kommer från Gallien och skall då ha fått namn av ett galliskans *kladyos (”svärd”, möjligen besläktat med ordet klo). En annan teori härrör Plautus (ca. 254–184 f.Kr.) komedier Casina och Rudens. Upphovet skall då ha varit ett urgermanskt *glaðo- som är kognat med ”glatt” (slät yta).

### Typer
Den romerska armén använde från början längre svärd (som beskrivet av Polybius), men efter att ha mött stammar i nuvarande Spanien och lidit stora förluster gick man över till deras svärdsmodell, så kallat Gladius Hispaniensis (”hispanianskt svärd”).
| Typ                                         | Period                          | Totallängd | Bladlängd | Bladbredd |
| ------------------------------------------- | ------------------------------- | ---------- | --------- | --------- |
| Gladius Hispaniensis (”hispanianskt svärd”) | före 200 f.Kr- till ca 20 f.Kr. | ~75-85 cm  | ~60-68 cm | ~5 cm     |
| Mainz-typ                                   | –                               | ~65-70 cm  | ~50-55 cm | ~7 cm     |
| Fulham-typ                                  | efter 43 e.Kr.                  | ~65-70 cm  | ~50-55 cm | ~6 cm.    |
| Pompei-typ                                  | –                               | ~60-65 cm  | ~45-50 cm | ~5 cm     |

## Beskrivning

### Funktion
Svärdet fördes tillsammans med sköld (scutum) och någon form av kroppsskydd. Vanliga kroppsskydd av benskydd (främst på höger ben, eftersom en högerhänt man som sticker står med höger ben främst och därmed får det benet mest stryk vid eventuella motattacker) järnskjorta och handskar. Centurioner avbildas dock ofta med svärdet hängande på vänster sida.
Rätt användning är att sticka och sedan vrida lätt, eftersom all kraft då hamnar på en plats och öppnar ett stort sår som åstadkommer väldig blödning.

### Tillverkning
Bladen tillverkades på ett relativt sofistikerat sätt med en mjuk kärna som innehöll järn med låg kolhalt. Runt denna kärna fanns fyra skal med hårdare stål som smitts samman.
Hjaltet var ofta gjort av ben eller trä.